# Spharagemon saxatile
Spharagemon saxatile es una especie de saltamontes de la subfamilia Oedipodinae, familia Acrididae. Esta especie se distribuye en la costa este de Norteamérica.

## Biología
Los machos miden aproximadamente 30 mm y las hembras unos 40 mm. Es básicamente idéntico a Spharagemon equale pero con el fémur posterior interno generalmente amarillo (generalmente naranja en S. equale), con tres franjas transversales negras más desarrolladas.